# Davino da Armênia
Davino da Armênia, também chamado de Davino Armeno (falecido em Luca, 3 de junho de 1050), foi um cristão armênio que distribuiu sua riqueza aos pobres e fez peregrinações a Jerusalém e Roma. Ele morreu a caminho de Santiago de Compostela. Ele é venerado como santo pela Igreja Católica, sendo comemorado no dia 3 de junho.

## Vida e culto

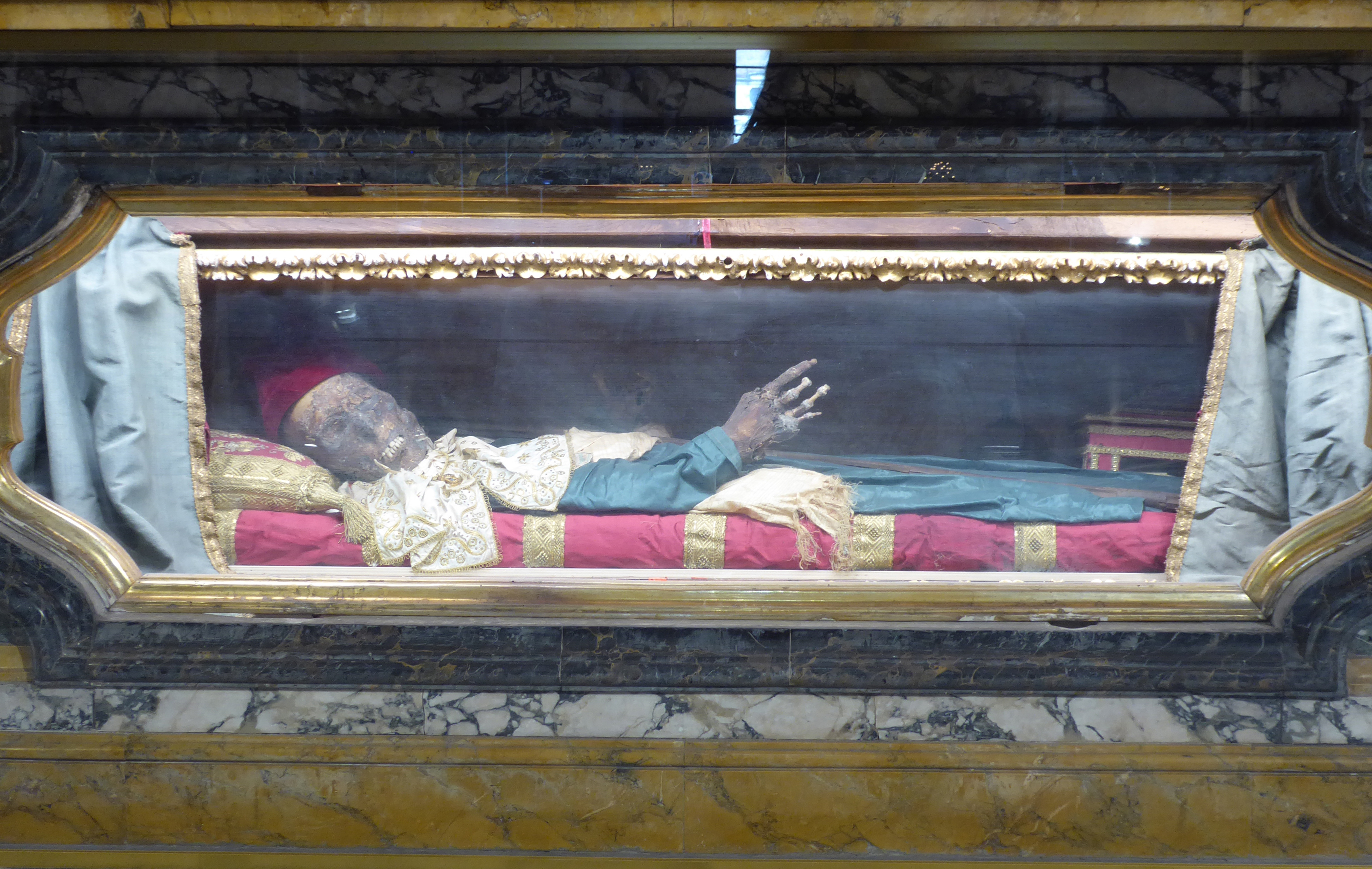
O corpo incorrupto de São Davino Armeno no altar da Igreja de São Miguel no Fórum

São Davino nasceu na Armênia no século XI. Devido à falta de fontes, muito pouco se sabe sobre a vida do santo: pelo que sabemos, ele distribuiu seus bens aos pobres e então abandonou sua terra natal para fazer uma grande peregrinação ao Santo Sepulcro em Jerusalém, aos túmulos dos apóstolos São Pedro e São Paulo em Roma, e posteriormente a Santiago de Compostela. A caminho deste seu último destino, ele adoeceu na cidade de Luca e, portanto, foi internado em um pequeno hospital localizado perto da Igreja de São Miguel no Fórum; logo depois, ele foi acolhido por uma viúva caridosa chamada Atha, em cuja casa ele morreu no dia 3 de junho de 1050.
Davino foi sepultado primeiro no cemitério de São Miguel do Fórum, mas, depois de alguns milagres que lhe foram atribuídos, foi colocado no altar da mesma igreja onde ainda hoje seu corpo achado incorrupto repousa.